# Bárbara María de Hueva
Bárbara María de Hueva (Madrid, 1733-Toledo?, ?) va ser una pintora espanyola, la primera acadèmica, en qualitat de supernumerària, nomenada per l'Acadèmia de Belles Arts de San Fernando després de la seva creació el 1752.
Nascuda a Madrid el 1733, des de la infància fou inclinada a la pintura. Quan tenia 19 anys, el 13 de juny de 1752 presentà uns dibuixos de la seva mà a la junta que se celebrà amb motiu de la creació de la Reial Acadèmia de Belles Arts de San Fernando, que van rebre l'aprovació dels directors i molts elogis dels visitants. El vicepresident de l'acadèmia va decidir atorgar-li el títol d'acadèmica, en qualitat de supernumerària, raó per la qual els seus dibuixos devien ser d'una qualitat extraordinària. Segons Ceán Bermúdez, el seu va ser el primer títol que va concedir l'acadèmia després de crear-se.
El 1770, ja vídua, sol·licità una ajuda econòmica a l'acadèmia per completar el seu dot per ingressar al convent de Santa Clara de Toledo, i se li concediren un total de 4.000 rals. Ballesteros diu que va morir a Segòvia el 1772, una data errònia que correspon, de fet, a una altra pintora anomenada María Prieto.